# Бельськ (Мазовецьке воєводство)
Бельськ (пол. Bielsk) — село в Польщі, у гміні Бельськ Плоцького повіту Мазовецького воєводства.
Населення — 2677 осіб (2011).
У 1975-1998 роках село належало до Плоцького воєводства.

## Демографія
Демографічна структура станом на 31 березня 2011 року:
|          | Загалом | Допрацездатний вік | Працездатний вік | Постпрацездатний вік |
| -------- | ------- | ------------------ | ---------------- | -------------------- |
| Чоловіки | 1309    | 329                | 882              | 98                   |
| Жінки    | 1368    | 289                | 843              | 236                  |
| Разом    | 2677    | 618                | 1725             | 334                  |